# منتخب الهند لكرة الطائرة للرجال
منتخب الهند الوطني لكرة الطائرة للرجال (بالإنجليزية: India men's national volleyball team)‏ هو ممثل الهند الرسمي في المنافسات الدولية في كرة طائرة في فئة كرة الطائرة للرجال.